# Hub Mathijsen

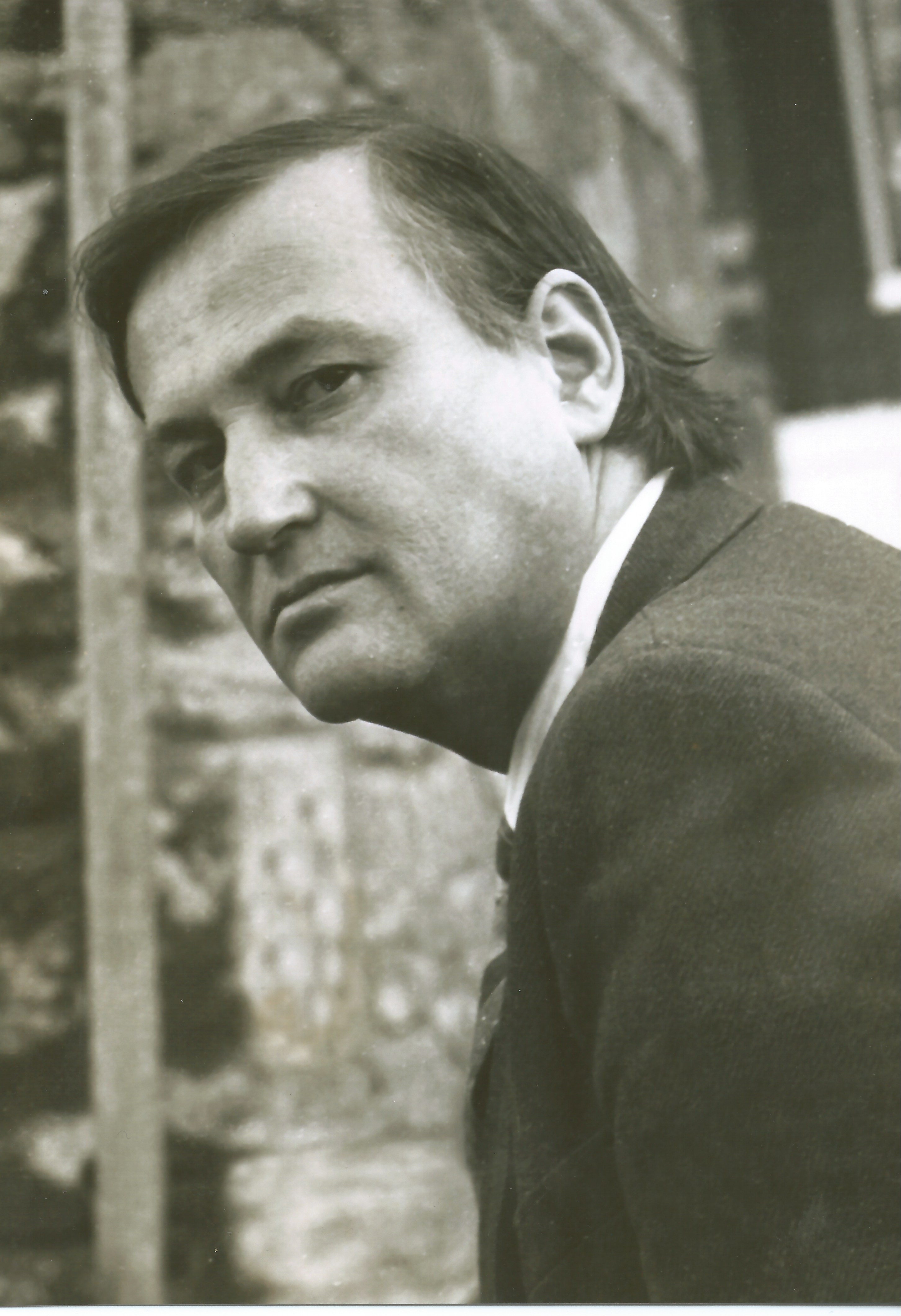
Een portretfoto van Hub Mathijsen, gemaakt in 1983

Hubertus Herman Josef Maria "Hub" Mathijsen (Weert, 16 april 1942 – Amsterdam, 3 juni 1994) was een Nederlands musicus. Hij is vooral bekend geworden door zijn werk als muzikaal leider van het Resistentieorkest te Amsterdam. 

## Leven
Hub Mathijsen groeide op als zoon van een bierbrouwer. Hij trad als kind al op als soloviolist in het Weerter Jeugdorkest. Hij studeerde viool en altviool aan het conservatorium in Tilburg. In 1970 trouwde hij met de neerlandica Marita Verkooijen; samen kregen zij in 1984 een dochter, Alma, die tegenwoordig schrijfster is.
Alma schreef in 2014 een roman over haar vader, getiteld De Grote Goede Dingen.

## Provotijd
Van 1965 tot 1967 was Hub Mathijsen de tweede concertmeester van het Nederlands Balletorkest te Amsterdam. Daar leerde hij diverse alternatieve artiesten kennen, zoals de magiër Robert Jasper Grootveld, fotograaf Cor Jaring, tekenaar en schilder Theo Kley en de tandarts-kunstenaar Max Reneman. Met deze artiesten maakte Mathijsen deel uit van diverse alternatieve, aan Provo gelieerde bewegingen.
Met Theo Kley en Max Reneman richtte hij de zogenaamde Insektensekte op. Deze sekte protesteerde, op een ludieke manier, tegen de milieuvervuiling en het insecticidegebruik. Zo voerden zij de Vlinderopera (1969) uit, waarbij Mathijsen de muzikale leiding had. Ook zijn broer Joost Mathijsen had een belangrijk aandeel in dit stuk.
Van deze opera werd onder andere een langspeelplaat gemaakt en een van de uitvoeringen, opgevoerd te midden van de chemische industrie in Zuid-Limburg, werd verfilmd voor de VPRO door Roelof Kiers, foto's werden gemaakt door Cor Jaring. Ook kwam het boek Moeder wat is er mis met deze planeet uit.
In 1969 speelden Max Reneman, Theo Kley en Hub Mathijsen voor John Lennon en Yoko Ono in het Hilton Hotel tijdens hun befaamde sleep-in.
Onderdeel van de Insektensekte was ook het Eksooties Kietsj Konservaatoriejum, waarbij Mathijsen op een draagstoel gezeten viool speelde, terwijl anderen op verzonnen instrumenten begeleidende melodieën voortbrachten. Zo protesteerden ze onder andere tegen de nieuwbouw van De Nederlandsche Bank op het Amsterdamse Frederiksplein.
De groep gaf ook het Deskundologisch Tijdschrift uit, waarin ludieke projecten beschreven staan, zoals een rustgevende moederpop op het Leidseplein en een fruitorgel. Dit fruitorgel werd daadwerkelijk geconstrueerd.

## Resistentieorkest
Onder de naam Resistentieorkest begon Mathijsen, als muzikaal leider, met een ensemble salonmuziek uit te voeren. Tot de uitvoerenden behoorden behalve Mathijsen ook zijn broer Joost Mathijsen, de cellist-dramaturg Carel Alphenaar, Sabeth Pieterson als tweede violiste, Ernest Spits als altviolist en de fluitiste Mart Benders. Joost Mathijsen werd vervangen door de pianist Chaim Levano.
Hub Mathijsen speelde ook regelmatig op de violofoon, een viool zonder klankkast en met een toeter uit de jaren twintig van de twintigste eeuw. Carel Alphenaar sprak ironische teksten uit tussen de verschillende nummers.
Het Resistentieorkest werd nationaal bekend toen het maandelijks optrad in het politieke tv-programma Haagse Kringen. Het orkest speelde ook in diverse films, zoals Keetje Tippel (1975) en Twee vrouwen (1979). In 1980 maakten zij een langspeelplaat, waarop ook de violofoon te horen was.

## Stomme films
In samenwerking met bioscoopexploitant Pieter Goedings begon Mathijsen in de jaren zeventig met muzikale begeleiding bij stomme films. In de Amsterdamse bioscoop The Movies werden stomme films wekelijks vertoond; Mathijsen zocht hierbij muziek uit en Carel Alphenaar verzorgde het commentaar. Mathijsen ontdekte een aantal bij de films voorgeschreven muziekstukken, bijvoorbeeld bij films van Friedrich Murnau en Ernst Lubitsch, die hij met het Resistentieorkest tijdens de vertoning opvoerde.
Met name de muziek bij de operafilm Gloria Transita was een bijzondere vondst, waardoor deze live kon worden opgevoerd met zangers als Lieuwe Visser en Jan Derksen (1986). Met deze en andere films kregen zij de mogelijkheid om op te treden bij de opening van het vernieuwde Louvre in Parijs en bij de filmfestivals van Pordenone en Avignon.

## Verder werk
Mathijsen richtte zich ook op reconstructies van vooroorlogse revues. Hij gaf leiding bij het onderzoek in Amsterdam en Berlijn naar een opvoering van de Nelson Revue uit de jaren dertig, die in 1982 heropgevoerd werd. Ook onderzocht hij The Black and White Minstrel Show.
Begin jaren tachtig richtte Mathijsen het tango-orkest El Choclo op, met als zangers Juan Tajes en Nanette Currie. Dit orkest stond aan het begin van de wederopbloei van de tango in Nederland. Er bestaan diverse opnamen en een cd van dit orkest.